# Homothyrea inornatipennis
Homothyrea inornatipennis är en skalbaggsart som beskrevs av Charles Joseph Gahan 1903. Homothyrea inornatipennis ingår i släktet Homothyrea och familjen Cetoniidae. Inga underarter finns listade i Catalogue of Life.